# Argentina en la Copa Mundial de Rugby de 2015

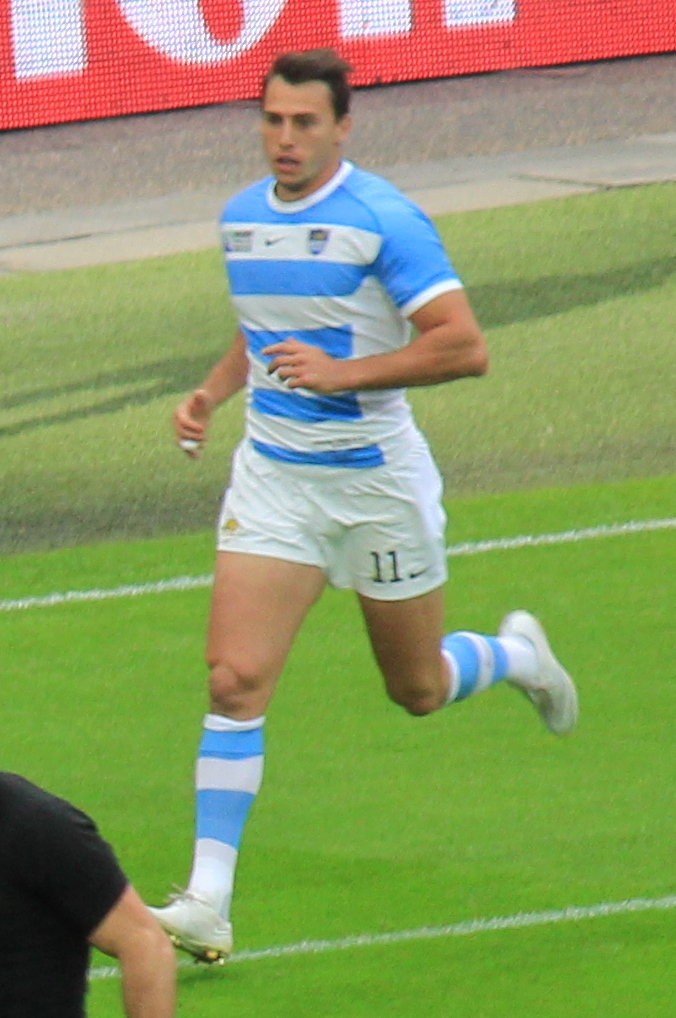
Imhoff marcó 5 tries, récord argentino.

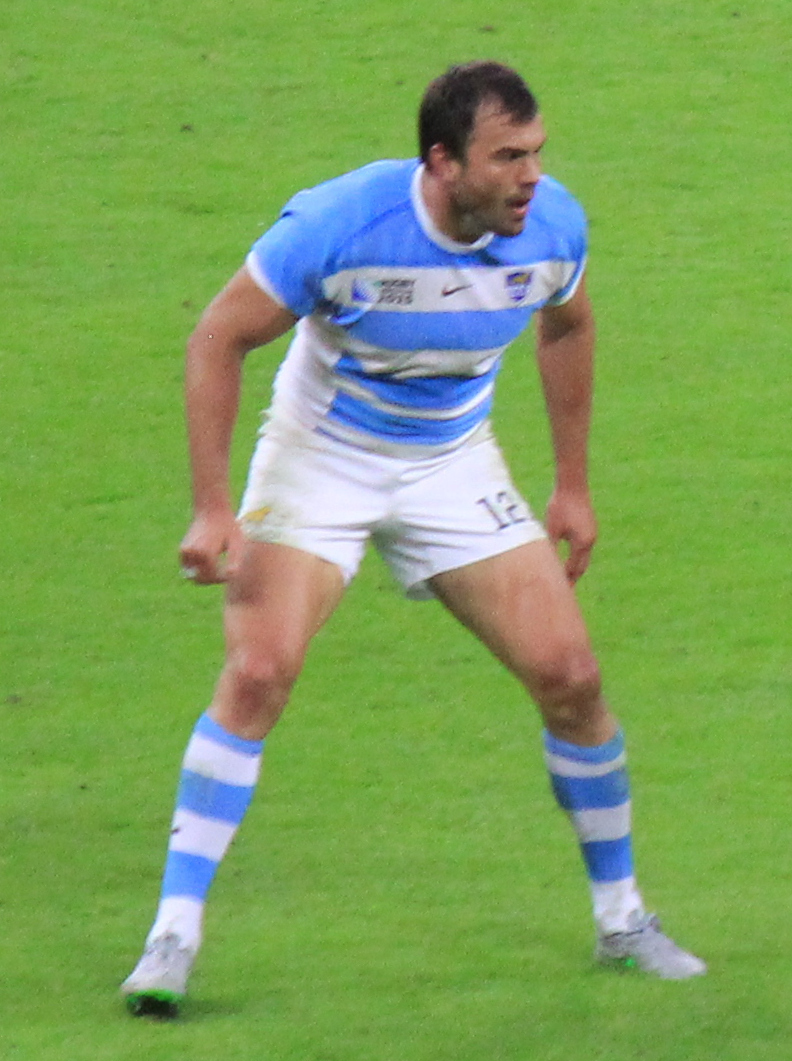
Hernández jugando su último mundial.

La Selección de rugby de Argentina fue una de los 20 países que participaron de la Copa Mundial de Rugby de 2015 que se realizó en Inglaterra por segunda ocasión.
En su octava participación, los Pumas alcanzaron las semifinales donde cayeron ante los Wallabies. Es el segundo mejor rendimiento del seleccionado en su historia.

## Plantel
Ayerza se lesionó antes del duelo contra Sudáfrica (último partido) y García Botta lo reemplazó.
|                             | Jugador                    | Edad    | Posición      | Tests | Equipo                      |
| --------------------------- | -------------------------- | ------- | ------------- | ----- | --------------------------- |
| Hookers y Pilares           |                            |         |               |       |                             |
| 1                           | Marcos Ayerza              | 32 años | Pilar         | ?     | Leicester Tigers            |
| 2                           | Agustín Creevy             | 30 años | Hooker        | ?     | Worcester Warriors          |
|                             | Juan Figallo               | 27 años | Pilar         | 21    | Saracens                    |
|                             | Santiago García Botta      | 23 años | Pilar         | ?     | Pampas XV                   |
| 3                           | Ramiro Herrera             | 26 años | Pilar         | ?     | Castres Olympique           |
|                             | Julián Montoya             | 22 años | Hooker        | ?     | Club Newman                 |
|                             | Lucas Noguera Paz          | 22 años | Pilar         | ?     | Pampas XV                   |
|                             | Juan Orlandi               | 32 años | Pilar         | ?     | Newcastle Falcons           |
|                             | Nahuel Tetaz Chaparro      | 26 años | Pilar         | ?     | La Plata Rugby Club         |
| Segundas líneas             |                            |         |               |       |                             |
|                             | Matías Alemanno            | 23 años | Segunda línea | ?     | Pampas XV                   |
|                             | Mariano Galarza            | 28 años | Segunda línea | ?     | Gloucester Rugby            |
| 5                           | Tomás Lavanini             | 22 años | Segunda línea | ?     | Racing 92                   |
| 4                           | Guido Petti                | 20 años | Segunda línea | ?     | San Isidro Club             |
| Alas y Octavos              |                            |         |               |       |                             |
| 7                           | Juan Fernández Lobbe       | 33 años | Ala           | ?     | Rugby-Club Toulonnais       |
|                             | Facundo Isa                | 22 años | Ala           | ?     | Pampas XV                   |
|                             | Juan Leguizamón            | 32 años | Ala           | ?     | Lyon Olympique              |
| 6                           | Pablo Matera               | 22 años | Ala           | ?     | Leicester Tigers            |
|                             | Javier Ortega Desio        | 25 años | Octavo        | ?     | Pampas XV                   |
| 8                           | Leonardo Senatore          | 31 años | Octavo        | ?     | Worcester Warriors          |
| Medios scrum                |                            |         |               |       |                             |
|                             | Tomás Cubelli              | 26 años | Medio scrum   | ?     | Pampas XV                   |
| 9                           | Martín Landajo             | 27 años | Medio scrum   | ?     | Pampas XV                   |
| Aperturas y Centros         |                            |         |               |       |                             |
| 13                          | Marcelo Bosch              | 31 años | Centro        | ?     | Saracens                    |
|                             | Jerónimo de la Fuente      | 24 años | Centro        | ?     | Pampas XV                   |
|                             | Santiago González Iglesias | 27 años | Apertura      | ?     | Asociación Alumni           |
| 12                          | Juan Martín Hernández      | 33 años | Centro        | ?     | Rugby-Club Toulonnais       |
|                             | Matías Moroni              | 24 años | Centro        | ?     | Pampas XV                   |
| 10                          | Nicolás Sánchez            | 27 años | Apertura      | ?     | Rugby-Club Toulonnais       |
|                             | Juan Socino                | 27 años | Centro        | ?     | Newcastle Falcons           |
| Fullbacks y Wings           |                            |         |               |       |                             |
|                             | Horacio Agulla             | 31 años | Wing          | ?     | Bath Rugby                  |
| 14                          | Santiago Cordero           | 21 años | Wing          | ?     | Club Regatas de Bella Vista |
|                             | Lucas González Amorosino   | 29 años | Fullback      | ?     | Munster Rugby               |
| 11                          | Juan Imhoff                | 27 años | Wing          | ?     | Racing 92                   |
| 15                          | Joaquín Tuculet            | 26 años | Fullback      | ?     | Cardiff Blues               |
| Entrenador: Daniel Hourcade |                            |         |               |       |                             |

## Participación
Grupos
Argentina 64-19 Namibia
Tonga 16-45 Argentina
Argentina 54-9 Georgia
Nueva Zelanda 26-16 Argentina

### Cuartos de final
| 18 de octubre de 2015 | Irlanda                                                                                    | 20 - 43 (10-20) | Argentina | Millennium Stadium, Cardiff,                                        |                                                                     |
| 13.00h GMT+1          | Tries: Fitzgerald 26'c Murphy 44'c Conversiones: Madigan (2/2) Penales: Madigan 20'c, 53'c | Reporte         | Tries: Moroni 3'c Imhoff (2) 10'c, 73'c Tuculet 69'c Conversiones: Sánchez (4/4) Penales: Sánchez 13'c, 22'c, 51'c, 64'c, 77'c | Asistencia: 72,316 espectadores Árbitro(s): Jérôme Garcès (Francia) | Asistencia: 72,316 espectadores Árbitro(s): Jérôme Garcès (Francia) |

### Semifinales
| 25 de octubre de 2015 | Argentina                                     | 15- 29 (9-19) | Australia | Twickenham Stadium, Londres,                                          |                                                                       |
| 16:00h GMT            | Penales: Sánchez 7', 24', 36', 45', 55' (5/5) | Reporte       | Tries: Simmons 2' c Ashley-Cooper (3) 10' c, 32' m, 72' c Conversiones: Foley 3', 11', 73' (3/4) Penales: Foley 48' (1/2) | Asistencia: 80,025 espectadores Árbitro(s): Wayne Barnes (Inglaterra) | Asistencia: 80,025 espectadores Árbitro(s): Wayne Barnes (Inglaterra) |

## Legado
Sánchez fue el máximo anotador del torneo, igualando a Gonzalo Quesada que logró la hazaña en Gales 1999.
Imhoff marcó 5 tries y es el mayor registro argentino, pasó a Pablo Bouza que marcó cuatro en Australia 2003.
Fue el último mundial para los históricos: Horacio Agulla, Marcelo Bosch, Juan Martín Hernández y Leonardo Senatore.